# پیورا
پیورا (به اسپانیایی: Piura) یک شهر در پرو است که در Piura Province واقع شده‌است.

## خصوصیات
پیورا ۶۲۱٫۲ کیلومترمربع مساحت دارد.

## خواهرخوانده
شهرهای باییا بلانکا و تروژیلو، کاسرس خواهرخوانده‌های پیورا هستند.